# Klaas Vermeulen (hockeyer)
Dit overzicht is mogelijk incompleet; u kunt helpen door het uit te breiden.
Klaas Vermeulen (Utrecht, 4 maart 1988) is een Nederlands hockeyer die uitkomt voor de Amsterdamsche H&BC en het Nederlands elftal.
Vermeulen, een middenvelder, speelde eerder voor HC Kampong. Vermeulen kwam ook uit voor Nederland op de Olympische Zomerspelen 2012 in Londen. Hij raakte tijdens de halve finale geblesseerd aan de schouder en werd in de finale vervangen door Tim Jenniskens.
Vermeulen studeerde in Amsterdam en was lid van dispuut A.E.G.I.S., onderdeel van het ASC/AVSV. 